# Gaio Luccio Telesino
Gaio Luccio Telesino (in latino Gaius Luccius Telesinus; fl. I secolo) è stato un politico romano.

## Biografia
Fu console dal gennaio al giugno del 66 d.C. con Gaio Svetonio Paolino. È lodato come filosofo da Filostrato e fu, come conseguenza del suo amore per la filosofia, mandato in esilio da Domiziano.